# 15. Königlich Bayerische Infanterie-Division
Die 15. Infanterie-Division war ein Großverband der Bayerischen Armee im Ersten Weltkrieg.

## Gliederung

### Kriegsgliederung vom 31. März 1917
- 23. Infanterie-Brigade
  - 30. Infanterie-Regiment
  - 31. Infanterie-Regiment
  - 32. Infanterie-Regiment
  - Stab und 3. Eskadron/7. Chevaulegers-Regiment „Prinz Alfons“
- Artillerie-Kommandeur 15
  - 7. Feldartillerie-Regiment „Prinzregent Luitpold“
- Pionier-Kompanie 24 und 25
- Minenwerfer-Kompanie 15
- Fernsprech-Abteilung 15

### Kriegsgliederung vom 1. Juli 1918
- 23. Infanterie-Brigade
  - 30. Infanterie-Regiment
  - 31. Infanterie-Regiment
  - 32. Infanterie-Regiment
  - 3. Eskadron/7. Chevaulegers-Regiment „Prinz Alfons“
- Artillerie-Kommandeur 15
  - 7. Feldartillerie-Regiment „Prinzregent Luitpold“
  - 23. Fußartillerie-Bataillon
- Pionier-Kompanie 24 und 25
- Minenwerfer-Kompanie 15
- Fernsprech-Abteilung 15

## Geschichte
Mit der Aufstellung der Division wurde im Februar 1917 begonnen und der Verband am 1. März 1917 offiziell mobil gestellt. Bis Kriegsende war die Division ausschließlich an der Westfront im Einsatz und kehrte nach dem Waffenstillstand von Compiègne in die Heimat zurück. Dort wurde sie zunächst demobilisiert und im Dezember 1918 schließlich aufgelöst.

### Gefechtskalender

#### 1917
- 1. März bis 3. April --- Reserve der OHL
- 3. April bis 11. Mai --- Stellungskämpfe in Lothringen
- 11. bis 27. Mai --- Doppelschlacht an der Aisne und in der Champagne
- 28. Mai bis 20. August --- Stellungskämpfe am Chemin des Dames
- 20. August bis 9. Oktober --- Abwehrschlacht bei Verdun
- ab 20. August --- Stellungskämpfe vor Verdun
  - 25. November --- Kämpfe auf Höhe 344 (vor Verdun)

#### 1918
- bis 2. Juli --- Stellungskämpfe vor Verdun
- 7. Juli bis 23. September --- Stellungskämpfe bei Reims
- 23. bis 25. September --- Stellungskämpfe in der Champagne
- 26. September bis 5. Oktober --- Abwehrschlacht in der Champagne und an der Maas
- 6. bis 10. Oktober --- Stellungskämpfe bei Reims
- 11. bis 14. Oktober --- Abwehrkämpfe zwischen Argonnen und Maas
- 15. Oktober bis 11. November --- Abwehrkämpfe zwischen Aire und Maas, Rückzugskämpfe und Übergang auf das rechte Maasufer
- ab 12. November --- Räumung des besetzten Gebietes und Marsch in die Heimat

## Kommandeure
| Dienstgrad      | Name                       | Datum                               |
| --------------- | -------------------------- | ----------------------------------- |
| Generalmajor    | Ludwig Ritter von Tutschek | 8. Februar bis 7. September 1917    |
| Generalleutnant | Max Siebert                | 8. September 1917 bis Dezember 1918 |